# Рампур (княжество)

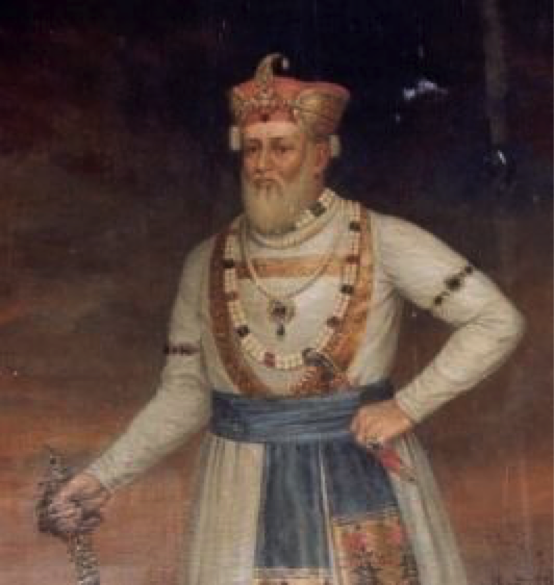
Файзулла Хан (1730—1794, первый наваб Рампура (1774—1793)

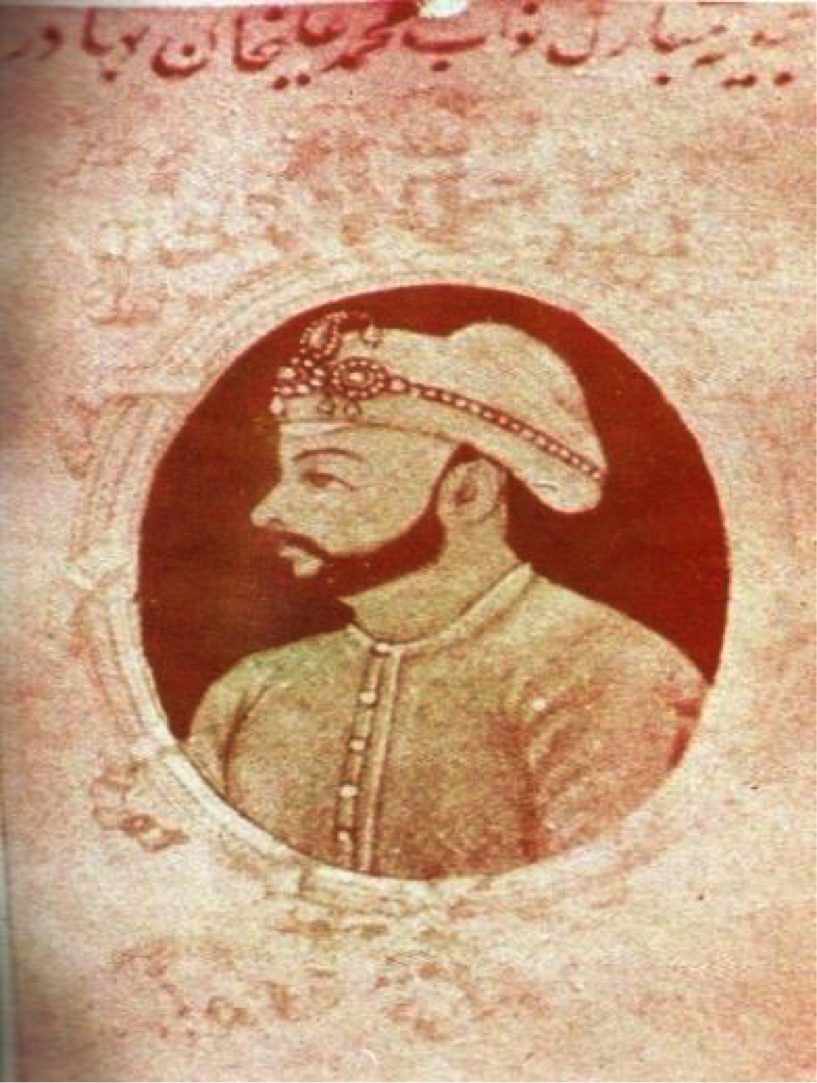
Мухаммад Али Хан Бахадур (1720—1794), второй наваб Рампура в 1793 году

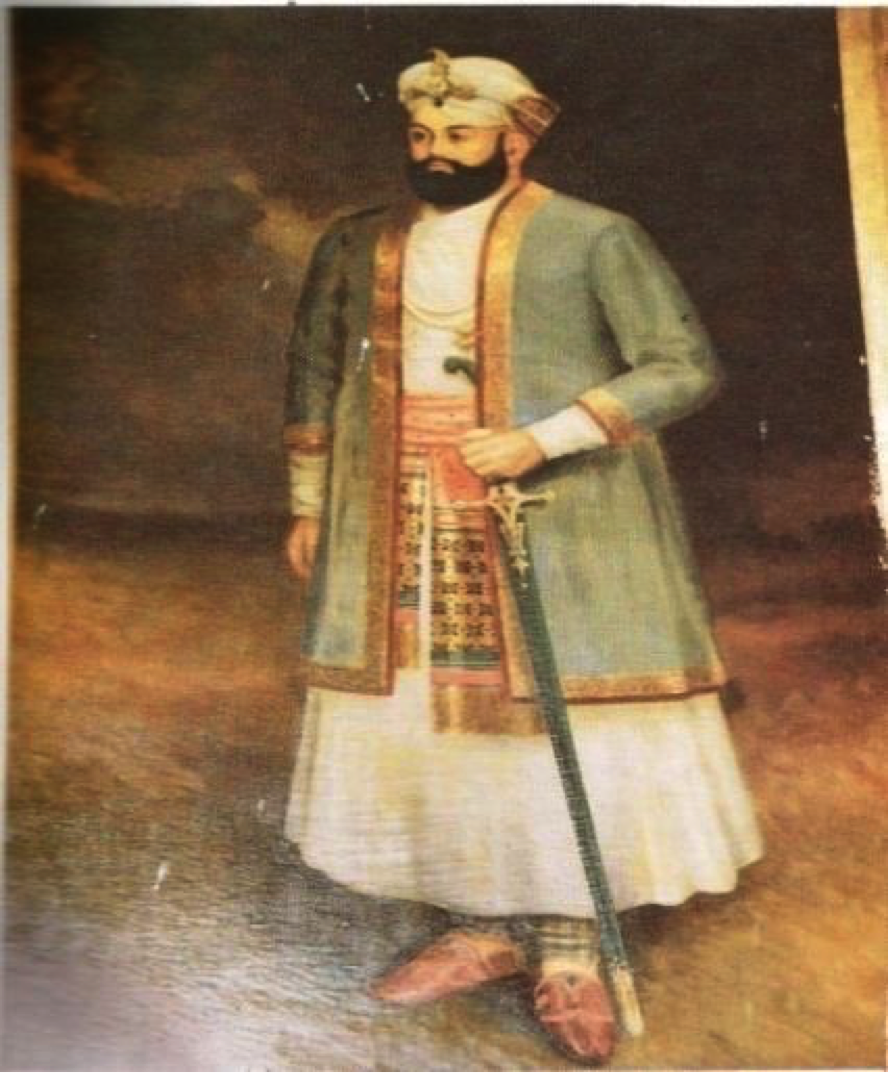
Гулам Мухаммад Хан Бахадур (1763—1828), 3-й наваб Рампура (1793—1794)

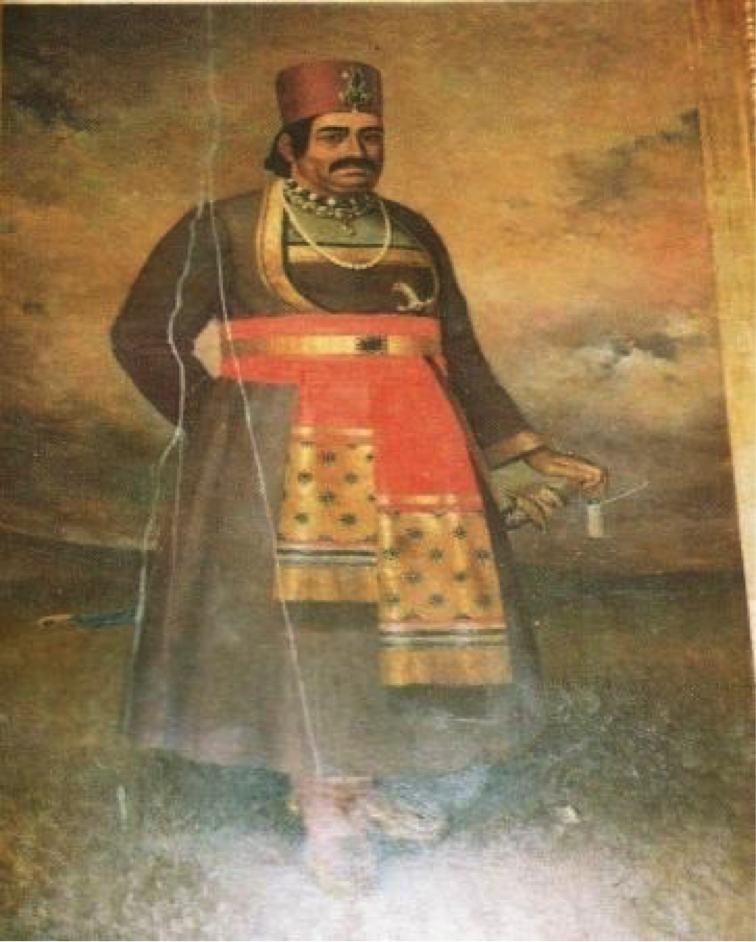
Ахмад Али Хан Бахадур (1787—1840), 4-й наваб Рампура (1794—1840)

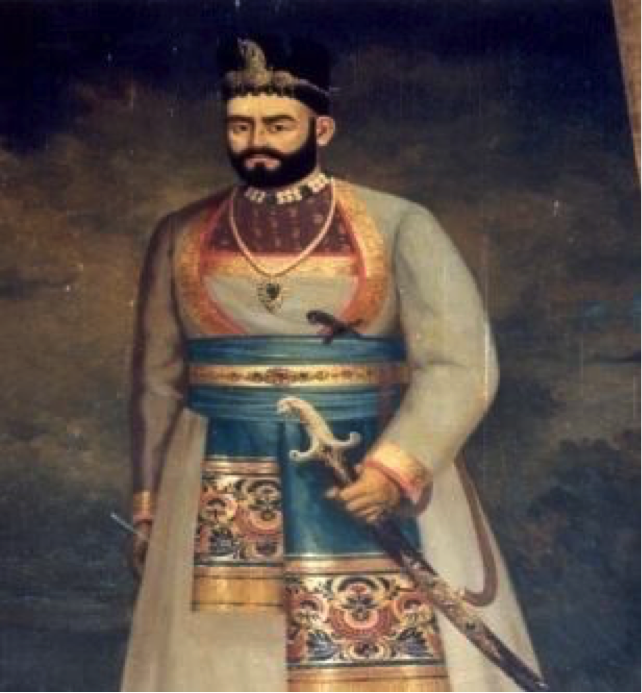
Мухаммад Саид Хан Бахадур (1786—1855), 5-й наваб Рампура (1840—1855)

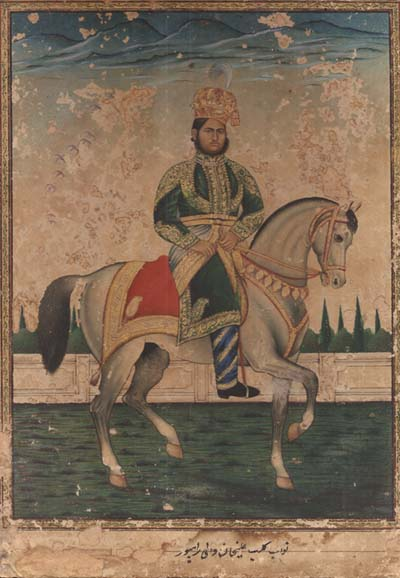
Калб Али Хан Бахадур (1832—1887), 7-й наваб Рампура (1865—1887)

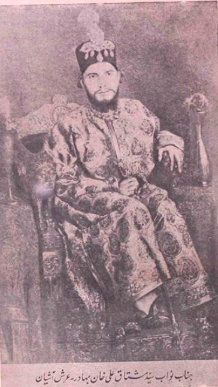
Мухаммад Муштак Али Хан Бахадур (1856—1889), 8-й наваб Рампура (1887—1889)

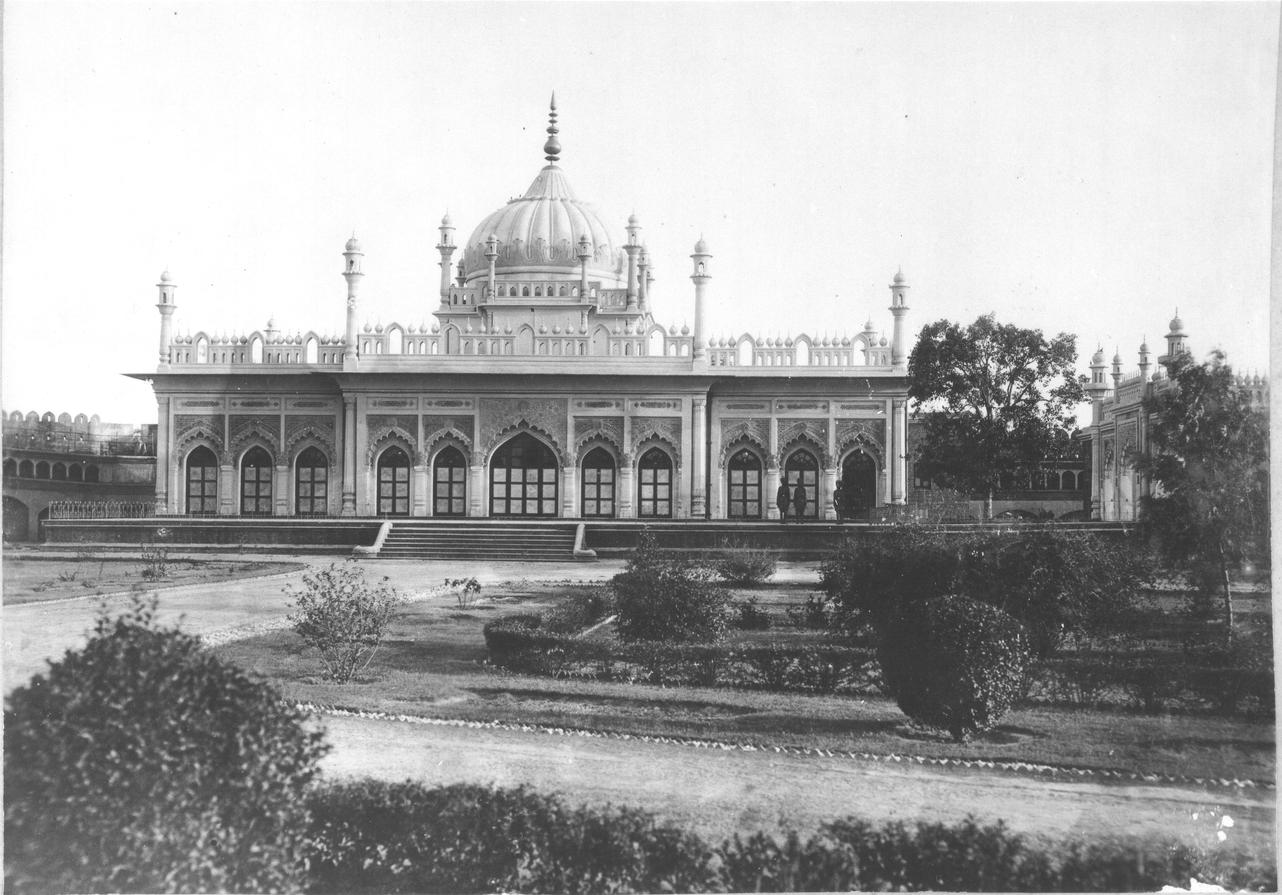
Имамбара, Форт Рампур, штат Уттар-Прадеш, около 1911 года

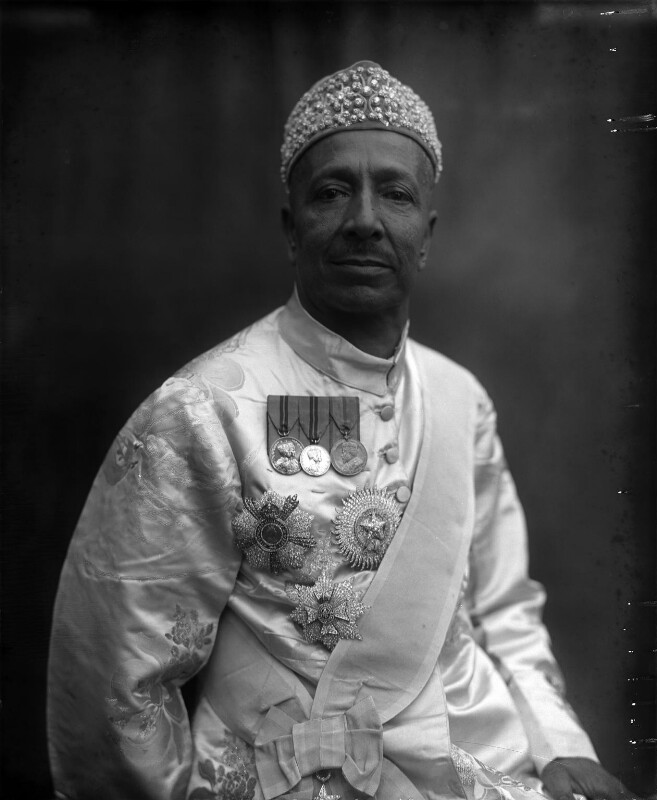
Хамид Али Хан Бахадур (1875—1930), 9-й наваб Рампура (1889—1930)

Княжество Рампур (хинди प्रथम रुहेला युद्ध) — туземное княжество Британской Индии. Оно возникло 7 октября 1774 года в результате заключения договора с Аудом. После обретения Индией независимости в 1947 году княжество Рампур и другие княжеские государства этого района, такие как Бенарес и Тихри Гархвал, были объединены в Соединенные Провинции. Столицей княжество Рампур был одноименный город, а общая площадь княжества составляла 945 квадратных миль.
Княжество Рампур получило разрешение от колониальных властей Великобритании на 15-пушечный салют.

## История
Рохильская война 1774—1775 годов началась, когда рохиллы отказались от своего долга перед навабом Ауда за военную помощь против Маратхской империи в 1772 году. Рохиллы были разбиты и изгнаны из своей бывшей столицы Барели навабом Ауда при содействии войск Британской Ост-Индской компании, предоставленных Уорреном Гастингсом . Государство Рохилла Рампур было создано навабом Файзуллахом Ханом 7 октября 1774 года в присутствии британского командующего полковника Чемпионом и с тех пор оставалось вассальным государством под британской защитой.
Файзулла-хан был лидером среди пуштунов. Его семья мигрировала и поселилась в Индостане (ныне Индия) во времена Империи Великих Моголов. Пуштуны состояли из высокопоставленных солдат и административной элиты империи Великих Моголов.
Первый камень в новый форт в Рампуре был заложен, и город Рампур был основан в 1775 году навабом Файзуллой-ханом (1730—1794). Первоначально это была группа из четырех деревень под названием Катер. Первый наваб предложил переименовать город в Файзабад. Но многие другие места были известны под названием Файзабад, поэтому его название было изменено на Мустафабад. Наваб Файзулла-хан правил 20 лет (1774—1794). Он был большим покровителем науки и собирал рукописи на арабском, персидском, турецком и урду, которые сейчас составляют основную часть библиотеки Рампур Раза. После его смерти его сын Мухаммед Али Хан унаследовал княжеский престол. Он был убит лидерами рохиллов через 24 дня, а Гулам Мухаммад Хан, брат погибшего был провозглашен новым навабом. Британская Ост-Индская компания возразила против этого, и после правления всего 3 месяца и 22 дней Гулам Мухаммад-хан потерпел поражение от его войск, и генерал-губернатор сделал Ахмада Али-хана, сына покойного Мухаммед-Али-хана, новым навабом Рампура (1794—1840). Он правил 44 года. У него не было сыновей, поэтому Мухаммад Саид Хан, сын Гулама Мухаммад-хана, в 1855 году занял пост нового Наваба. Он создал регулярную армию, учредил суды и провел много работ по улучшению экономических условий фермеров. Его сын Мухаммад Юсуф Али Хан вступил на княжеский престол после его смерти. Его сын Калб Али Хан стал новым навабом после его смерти в 1865 году.
Наваб Калб Али Хан (1865—1887) знал арабский и персидский языки. В его правление государство проделало большую работу по повышению стандартов образования. Он также был членом совета во время правления вице-короля Индии, лорда Джона Лоуренса. Он построил Джама Масджид в Рампуре за 300 тысяч рупий. Он также был посвящен в рыцари в Агре принцем Уэльским. Он правил 22 года и 7 месяцев. После его смерти его сын Муштак Али Хан унаследовал княжеский престол (1887—1889). Он назначил У. К. Райта главным инженером княжества. Последний построил много новых зданий и каналов. Наваб Хамид Али стал новым правителем в 1889 году в возрасте 14 лет. Во время его правления было открыто много новых школ, а также поступило много пожертвований в близлежащие колледжи. Он пожертвовал 50 тысяч рупий в Медицинский колледж Лакхнау. В 1905 году он построил великолепный Дарбар-Холл в крепости, в котором сейчас находится большая коллекция восточных рукописей, хранящаяся в Библиотеке Рампура Раза. Его сын Раза Али Хан стал последним правящим навабом Рампура в 1930 году. Наваб Раза Али Хан был очень прогрессивным правителем, который верил в включение индуистов и поэтому назначил подполковника Хорилала Варму своим премьер-министром. 1 июля 1949 года княжество Рампур было присоединено к Индийскому союзу. Сегодня Рампур имеет слегка ветхий вид: дворцы навабов рушатся, как и ворота и стены форта. Однако библиотека остается процветающим учреждением, имеющим огромную ценность для ученых со всего мира.
Навабы из Рампура встали на сторону британцев во время Сипайского восстания в Индии в 1857 году, и это позволило им продолжать играть определенную роль в социальной, политической и культурной жизни Северной Индии в целом и мусульман Соединенных провинций в частности. Они дали убежище некоторым литературным деятелям из двора последнего могольского императора Бахадур Шаха Зафара.

## Музыка
Навабы Рампура покровительствовали традиционной музыке при своем дворе. Мехбуб Хан был главным кхьялом-певцом при княжеском дворе Рампура, его традиции наследовали его сын Хуссейн Инайят Хан (1849—1919), а также его ученики, Хайдер Хан (1857—1927), и Муштак Хуссейн Хан (1878—1964), которые дал начало Рампур-Сахасвана Гхарана, индийской классической музыки.

## После обретения независимости
Бегум Нур Бано (род. 1939) вдова бывшего наваба Зульфиквар Али Хана из Рампура (1933—1992), стала политиком и победила на выборах от парламентского округа Рампура в 1999 году. Она проиграла выборы в 2004 и 2009 годах. Муртаза Али Хан и Зульфикар Али Хан (он же Микки Миа), которые продолжали использовать титул наваба в качестве символа даже после обретения независимости и отмены королевской власти, но никогда не правили Рампуром, умерли в 1982 и 1992 годах. Муртаза Али участвовал в выборах в Рампуре против своей матери Рафат Джамани Бегум в 1972 году и победил. Хотя оба брата всегда были политическими соперниками, они никогда не сталкивались друг с другом на выборах. Впоследствии семья также оказалась замешана в скандалах, связанных с контрабандой из Пакистана, где Муртаза Али женился. Раза-Интер-колледж, Хамид-Интер-колледж и Муртаза-Интер-колледж — это три высшие средние школы, названные в честь трех навабов Рампура.

## Правители Рампура
| Имя | Имя | Начало правления | Конец правления |
| --- | --- | ---------------- | --------------- |
| 1   | Файзулла Хан (ок. 1730 — 17 июля 1794), второй сын Али Мухаммада Хана Бахадура, наваба Катехира (1714—1749) | 15 сентября 1748 | 24 июля 1793    |
|     | Хафиз Рахмат Хан (1723 — апрель 1774) — регент                                                              | 15 сентябрь 1748 | 23 апрель 1774  |
| 2   | Мухаммад Али Хан Бахадур (1720 — 20 сентября 1794), старший сын Файзуллы Хана                               | 24 июля 1793     | 11 августа 1793 |
| 3   | Гулам Мухаммад Хан Бахадур (11 июля 1763 — 16 февраля 1828), младший брат предыдущего                       | 11 августа 1793  | 24 октября 1794 |
| 4   | Ахмад Али Хан Бахадур (12 октября 1787 — 5 июля 1840), единственный сын Мухаммада Али Хана Бахадура         | 24 октября 1794  | 5 июля 1840     |
|     | Насрулла Хан — регент                                                                                       | 24 октября 1794  | 1811            |
| 5   | Мухаммад Саид Хан Бахадур (19 мая 1786 — 1 апреля 1855), сын Гулама Мухаммада Хана Бахадура                 | 5 июля 1840      | 1 апреля 1855   |
| 6   | Юсеф Али Хан Бахадур (5 марта 1816 — 21 апреля 1865), старший сын предыдущего                               | 1 апреля 1855    | 21 апреля 1865  |
| 7   | Калб Али Хан Бахадур (1832 — 23 марта 1887), сын предыдущего                                                | 21 апреля 1865   | 23 марта 1887   |
| 8   | Мухаммад Муштак Али Хан Бахадур (1856 — 25 февраля 1889), четвертый сын предыдущего                         | 23 марта 1887    | 25 февраля 1889 |
| 9   | Хамид Али Хан Бахадур (31 августа 1875 — 20 июня 1930), сын предыдущего                                     | 25 февраля 1889  | 20 июня 1930    |
| 10  | Раза Али Хан Бахадур (17 ноября 1908 — 6 марта 1966), сын предыдущего                                       | 20 июня 1930     | 6 марта 1966    |
| 11  | Муртаза Али Хан Бахадур (22 ноября 1923 — 8 февраля 1982), старший сын предыдущего                          | 6 марта 1966     | 8 февраля 1982  |
| 12  | Зульфикар Али Хан Бахадур (11 марта 1933 — 5 апреля 1992), младший брат предыдущего                         | 8 февраля 1982   | 5 апреля 1992   |
| 13  | Мухаммад Казим Али Хан (род. 16 октября 1960), единственный сын предыдущего                                 | 5 апреля 1992    | настоящее время |

## Генеалогическое древо
- I. Сайид Файзулла Али Хан Бахадур (1730—1794; наваб Рампура: 1734—1794)
  -  II. Сайид Мухаммад Али Хан Бахадур (1750—1794; наваб Рампура: 1794)
    -   IV. Сайиди Ахмад Али Хан Бахадур (1787—1840; наваб Рампура: 1794—1840)

  -   III. Хаджи Сайиди Гулам Мухаммад Хан Бахадур (1763—1823; наваб Рампура: 1793—1794)
    -   V. Сайид Мухаммад Саид Хан Бахадур (1786—1855; наваб Рампура: 1840—1855)
      -   VI. Сайид Мухаммад Юзеф Али Хан Бахадур (1816—1865; наваб Рампура: 1855—1865)
        -   VII. Хаджи Сайиди Мухаммад Калби-и-Али Хан Бахадур (1834—1887; наваб Рампура: 1865—1887)
          -   VIII. Сайид Мухаммад Муштак Али Хан Бахадур (1856—1889; наваб Рампура: 1887—1889)
            -   IX. Сайид Хамид Али Хан Бахадур (1875—1930; наваб Рампура: 1889—1930)
              -   X. Сайид Мухаммад Раза Али Хан Бахадур (1908—1966; наваб Рампура: 1930—1949; титулярный наваб (1949—1966)
                - XI. Сайид Муртаза Али Хан Бахадур (1923—1982; титулярный наваб: 1966—1971; глава семьи: 1971—1982)
                -  XII. Зульфикар Али Хан Бахадур (1933—1992, глава семьи: 1982—1992)
                  - XIII. Мухаммад Казим Али Хан (род. 1960 глава семьи: 1992 — н.в.)

## Наследие

### Порода собак

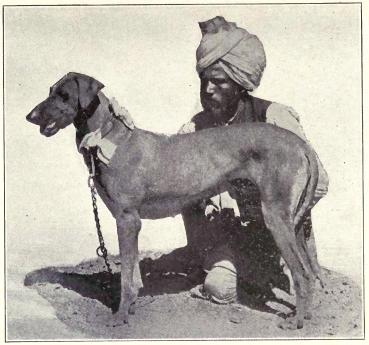
Дворцовый служитель с Рампурской гончей в 1915 году

Навабу Ахмаду Али Хану из Рампура приписывают разработку породы собак, известной как рампурская гончая. Рампурская гончая превзошла все его ожидания. Он пытался разводить этих собак, сочетая свирепых афганских собак тази с английской борзой, более послушной, но менее устойчивой к суровой местной погоде. Он дал имя «Рампурская гончая» собакам, которых разводил.

### Кухня
Кухня княжеского двора на протяжении многих лет дала начало кухне Рампури, разработанной поварами навабов. После индийского мятежа 1857 года хансамы (повара) из бывших императорских дворов Великих Моголов переехали в Рампур, принеся с собой традиции кухни Великих Моголов. Постепенно люди из других мест также нашли здесь пристанище, добавив влияние кухни Ауда, Хайдарабада и Кашмира. Рампурская кухня также известна своими различными вкусами и блюдами с рецептами, переданными из княжеской кухни, такими как Rampuri fish, Rampuri Korma, Rampuri mutton kebabs, Doodhiya biryani and adrak ka halwa.

### Музыка
Мехбуб Хан был главным кхьял-певцом княжеского двора государства Рампур, его традиции последовал его сын Хуссейн Инайят Хан (1849—1919) и в свою очередь родственники Инайят Хана, Хайдер-Хан (1857—1927), и Муштак Хуссейн Хан (? −1964), который дал начало Рампур-Сахасване Гхарана из индийской классической музыки.